# カンガール・ドッグ

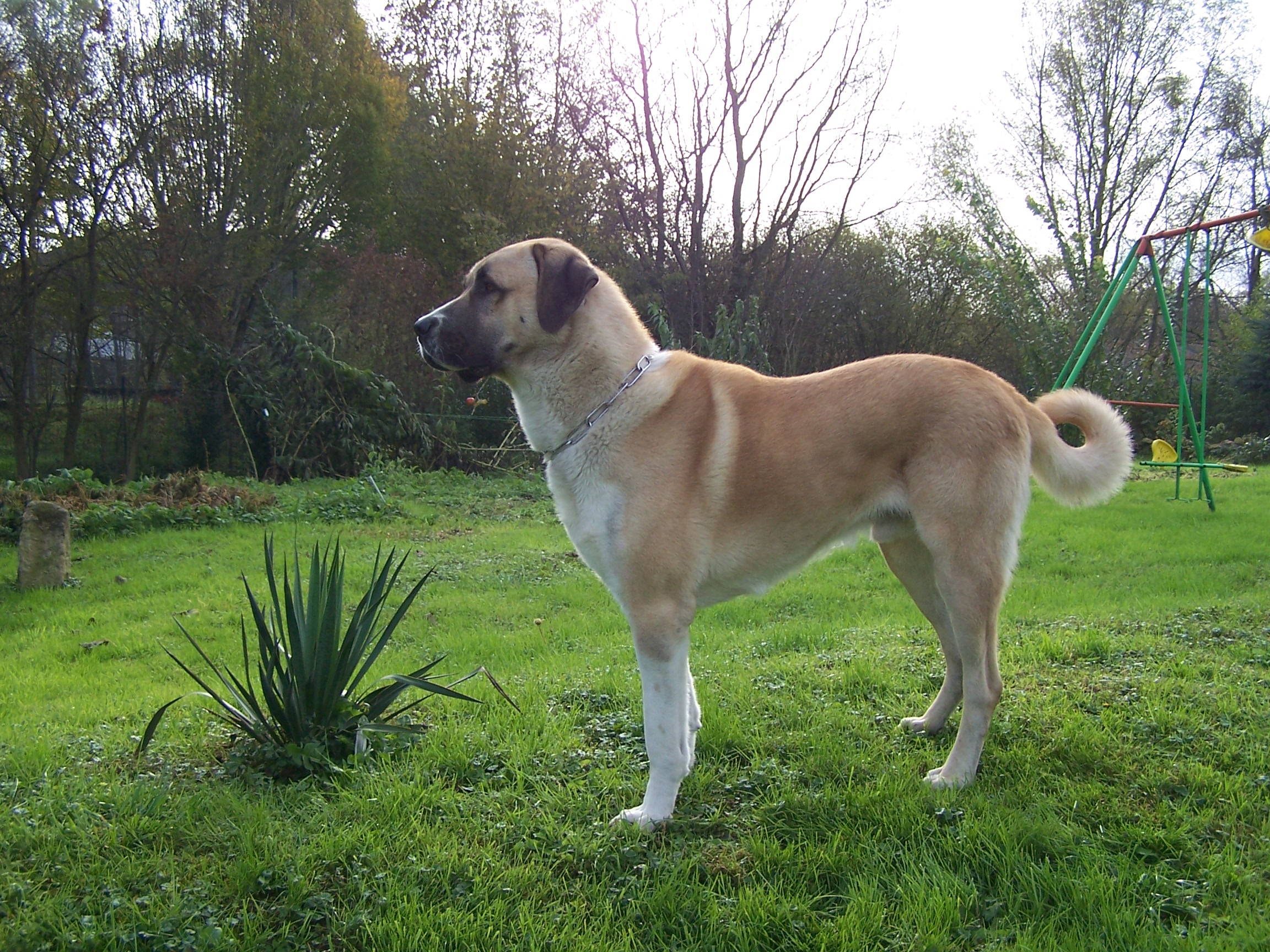
カンガール・ドッグ

カンガール・ドッグ（英；Kangal Dog）またはカンガル・ドッグとは、トルコ原産の犬種のひとつである。別名でカラバシュ（英；Karabash）、アナトリアン・シープドッグとも呼ばれる。
なお、これと名前のよく似た犬種にカンガルー・ドッグというものがあるが、それはオーストラリア原産のサイトハウンドタイプの犬種で全くの別物である。

## 歴史
歴史は古く、1000年以上も前から存在していた犬種である トルコ東部のスィヴァス県カンガル（カンガール）郡で飼われ、牧羊犬や家畜の見張り・護身、軍用犬などに使われていた。かつては決まった犬種名がなかったが、1960年代にこの犬種がイギリスに輸出されたのをきっかけにトルコ原産のシープドッグを分類してそれぞれ名前を定めようという話し合いが行われ、それにより独立した犬種として認められて カンガール地区の犬種ということでカンガール・ドッグという名前を得た。
現在もトルコ国内ではほとんどが作業犬として使役されていて、あまりペットとして飼われてはいない。
近年トルコ政府より国宝に指定され、記念切手が発行されたために知名度が上がってきている。

## 特徴
日本犬のようなショートコートで、毛色はフォーン、ブリンドル、牛乳色。それに加えて、別名のカラバシュ（意味；黒頭）という名にあるように、マズルと耳が黒い。堂々とした大きな体格で、足が長い。耳は垂れ耳で、尾はサーベルテイルと呼ばれる形の垂れ尾。体高は85cm前後で体重は60kgの大型犬。性格は賢く、飼い主に一途。家畜の護身に使役されていただけあって防衛本能が高く警戒心が強いため、飼育するにはしっかりとした訓練を行う必要がある。運動量もかなり多いため、都会で飼育する事は困難な犬種である。